# Meteorium intricatum
Meteorium intricatum är en bladmossart som beskrevs av Mitten 1868. Meteorium intricatum ingår i släktet Meteorium och familjen Meteoriaceae. Inga underarter finns listade i Catalogue of Life.